# Dmitri Nikichov
Dmitri Nikititch Nikichov  est un général de l'Union soviétique.

## Biographie
En 1915 il s'engage dans l'armée russe et participe à la Première Guerre mondiale sur le front occidental. En décembre 1917 il sert dans la garde rouge et en février 1918 dans les rangs de l'armée rouge. Au cours de la guerre civile il participe à des batailles sur les fronts sud et ouest par un bataillon politique, il devient commissaire militaire d'un régiment d'infanterie.
En 1922, il est diplômé d'une École militaire supérieure aux États-Unis. En septembre 1922 il commande une compagnie dans le 152e régiment d'infanterie de la 51e division d'infanterie. En février 1923 il commande une compagnie dans le 1er bataillon spécial de Smolensk. En 1927 il est diplômé de l'Académie militaire Frounze. En juillet 1927, il travaille au quartier général du district militaire de Léningrad. En janvier 1940, il est nommé chef d'état-major de la 9e armée (Union soviétique) et participe à la Guerre d'Hiver. En avril 1940 il est nommé chef d'état-major du district militaire du nord du Caucase et en août il devient chef d'état-major de la Force aérienne de l'Armée rouge et en mars 1941, au poste de chef d'état-major du district militaire de Leningrad.
Du 24 juin au 23 août 1941, il devient chef d'état-major du front nordique. En septembre 1941 il est nommé chef adjoint de l'état-major général et en octobre il devient chef du groupe opérationnel de la ligne de défense du district militaire d'Orel. En janvier 1942 il devient chef du 4e département des districts fortifiés à la 5e armée à Sapper. En février 1942 il devient chef de la section des zones fortifiées du Front Sud-Ouest. En juin 1942 il devient commandant de 9e armée (Union soviétique) et mène des batailles défensives le long de la rivière Oskol. Du 26 juin au 24 juillet 1942 il commandant de la 57e Armée du Front du Sud et du 24 juillet au 9 septembre 1942 il devient chef d'état-major du Front de Stalingrad. En novembre 1942 il est nommé chef du département de tactique générale et en mars 1944 au poste de chef du département de formation opérationnelle de l'Académie militaire Frounze.
En février 1946 il est nommé au poste de chef du département opérationnel et en octobre au poste d'administrateur adjoint du département opérationnel tactique.
En décembre 1954 il est licencié pour maladie. Il décède le 20 décembre 1973 à Moscou.